# Départements von Haiti
Die zehn Départements von Haiti (Haitianisch-Kreolisch: depatman Ayiti, franz.: départements d'Haïti) sind weiter eingeteilt in 41 Arrondissements und 133 Gemeinden.

## Administration
Jedes Département von Haiti hat einen Départementrat (conseil départemental), der aus drei Mitgliedern besteht. Seine Mitglieder werden für vier Jahre durch die Départementversammlung gewählt. An der Spitze des Départementrats steht ein Präsident. Der Rat ist das ausübende Organ des Départements.
Die Départementversammlung (assemblée départementale) unterstützt den Rat in seiner Arbeit.
Die Départementversammlungsmitglieder sind auch für vier Jahre gewählt.

## Liste der Départements
| Nr. | Département            | Hauptstadt     | Fläche (km²) | Einwohner                | Einwohner/km² | Karte |
| --- | ---------------------- | -------------- | ------------ | ------------------------ | ------------- | ----- |
| 1   | Artibonite             | Gonaïves       | 4.984        | 1.168.800                | 234,5         |       |
| 2   | Centre                 | Hinche         | 3.675        | 564.200                  | 153,5         |       |
| 3   | Grand’Anse             | Jérémie        | 1.500–2.000  | 733.000 (vor Aufteilung) | 366,5–488,7   |       |
| 4   | Nippes (neu seit 2003) | Miragoâne      | 1.500–2.000  | 266.379                  | 177,6–133,2   |       |
| 5   | Nord                   | Cap-Haïtien    | 2.106        | 872.200                  | 414,2         |       |
| 6   | Nord-Est               | Fort-Liberté   | 1.805        | 283.800                  | 157,2         |       |
| 7   | Nord-Ouest             | Port-de-Paix   | 2.176        | 488.500                  | 224,5         |       |
| 8   | Ouest                  | Port-au-Prince | 4.827        | 2.943.200                | 609,7         |       |
| 9   | Sud-Est                | Jacmel         | 2.023        | 518.200                  | 256,2         |       |
| 10  | Sud                    | Les Cayes      | 2.794        | 745.000                  | 266,6         |       |